# كالان فووت
كالان فووت (بالإنجليزية: Callan Foote)‏ هو لاعب هوكي الجليد أمريكي، ولد في 13 ديسمبر 1998 في إنجلوود في الولايات المتحدة.

## وصلات خارجية
- كالان فووت على موقع دوري الهوكي الوطني (الإنجليزية)
- كالان فووت على موقع EliteProspects.com (الإنجليزية)
- كالان فووت على موقع Eurohockey.com (الإنجليزية)
- كالان فووت على موقع HockeyDB.com (الإنجليزية)
- كالان فووت على موقع Hockey-Reference.com (الإنجليزية)